# Іваниця Галина Афанасіївна
Гали́на Афана́сіївна Івани́ця (15 травня 1966, Хмільник — 9 червня 2022, Калинівка) — вчена-педагог, кандидат педагогічних наук (2013), проректор Вінницької академії безперервної освіти, авторка підручників та посібників з української мови для початкової школи.

## Біографія
Народилася 15 травня 1966 року в Хмільнику Вінницької області.
У 1987 році закінчила Вінницький державний педагогічний інститут ім. М. Островського, здобула кваліфікацію вчителя початкових класів. Працювала вчителем у рідному місті. У 1992 році закінчила аспірантуру за спеціальністю — теорія та історія педагогіки Науково-дослідного педагогічного інституту ім. Я. С.Гогебашвілі Міністерства освіти ГРСР. 
У 2016 році закінчила «Вінницьку академію неперервної освіти», спеціальність — практична психологія, кваліфікація — практичний психолог.
У 2005 році на посадах старшого викладача кафедри педагогіки та суспільних дисциплін, доцента кафедри практичної психології та розвитку особистості, заступника директора з навчально-методичної роботи Вінницького обласного інституту післядипломної освіти педагогічних працівників.
У 2013 році захистила кандидатську дисертацію зі спеціальності теорія і методика виховання.
З 2018 року — проректор Вінницької академії безперервної освіти.
Була одружена, чоловік — Василь Іванович Іваниця.
Померла 9 червня 2022 року в лікарні м. Калинівка від травм отриманих в результаті аварії, яка сталася на автодорозі в межах с. Пиківська Слобідка. Мар'яна Шевчук, в чиїй машині перебували пасажири, не впоралася з керуванням, через що автомобіль потрапив у кювет та влетів у дерево.

## Наукова робота
Вчена брала активну участь у підготовці педагогічних працівників до реалізації ідей Нової української школи та координувала процес упровадження концепції НУШ у Вінницькій області. Відповідно до наказів МОН була тренером і супервізором. З її ініціативи організували діяльність інноваційно-тренінгового центру академії, в якому функціонував навчально-тренінговий клас для підвищення кваліфікації педагогів області, ресурсний клас, експериментальний майданчик.
Під її науковим керівництвом у рамках Всеукраїнського дослідно-експериментального проєкту «Розроблення і впровадження навчально-методичного забезпечення початкової освіти в умовах реалізації нового Державного стандарту початкової загальної освіти» працювало 12 пілотних шкіл. Вона стала авторкою навчально-дидактичного забезпечення початкової освіти НУШ, яке  апробували в пілотних класах та рекомендувало МОН до використання в закладах загальної середньої освіти України.
Галина Афанасіївна була учасницею робочої групи з розробки єдиних зразків каліграфічного письма цифр та букв, створеної при Науково-методичному центрі середньої освіти МОН (2003), предметних експертних комісій Всеукраїнського конкурсу рукописів підручників для учнів 1—4 класів ЗНЗ (з 2010 по 2015), науково-методичної комісії з інноваційної діяльності сектору дошкільної, загальної середньої, професійної (професійно-технічної), позашкільної освіти та виховання Науково-методичної ради МОН (2021—2022).
Розробила комплексну гуманістично-зорієнтовану виховну систему «Добродій».

## Нагороди
- Нагрудний знак «Відмінник освіти України» (2002);

- Подяка Міністерства освіти і науки України (2019);
- Почесна грамота Інституту педагогіки НАПНУ (2017);
- Почесна грамота Вінницької облдержадміністрації та облради (2014, 2015, 2016);
- Нагрудний знак «За наукові та освітні досягнення» (2021; вручено чоловіку у 2023)[1].